# 나카지마 고지
나카지마 고지(일본어: 中島 浩司, 1977년 8월 20일 ~ )는 일본의 전 축구 선수이다.

## 구단 경력
과거 베갈타 센다이, 제프 유나이티드 지바, 산프레체 히로시마에서 활동하였다.